# Adolfo Scilingo
Adolfo Scilingo (Bahía Blanca, 28 luglio 1947) è un militare argentino, già ufficiale della marina militare argentina.

## Biografia

### Ivoli della morte
Scilingo ebbe grande notorietà per essere stato il primo ad aver confessato pubblicamente i crimini della dittatura militare argentina in un colloquio-intervista con il giornalista Horacio Verbitsky. La serie di confessioni pubbliche, inaugurate da Scilingo, sono chiamate collettivamente Effetto Scilingo. Scilingo confessò la propria partecipazione ad almeno due voli della morte, dei quali, nonostante i molti sospetti, non esisteva alcuna prova prima di tale confessione.

### Condanna
In una prigione spagnola sta scontando trenta anni di carcere (limite legalmente applicabile in Spagna, sebbene sia stato condannato a 640 anni) dopo essere stato condannato il 19 aprile 2005 per crimini contro l'umanità. La corte lo giudicò colpevole per essere stato a bordo di un aereo della Prefettura Navale da cui furono gettati nell'Oceano Atlantico 30 dissidenti politici, nudi e sedati con farmaci, durante la Dittatura della Giunta Militare (1976-1983).

### Perseguimento dei crimini contro l'umanità sudamericani in Spagna
Il caso, dibattuto in Spagna, è il primo utilizzo notevole della nuova legislazione spagnola, secondo la quale persone colpevoli di crimini efferati possono essere giudicate anche se i crimini di cui sono sospettati vengono commessi all'estero. La confessione di Scilingo convinse gli argentini residenti in Spagna a portare prove a suo carico. Motivazioni analoghe indussero i cittadini cileni residenti in Spagna a portare alla magistratura spagnola prove a carico del dittatore Augusto Pinochet, che venne in seguito arrestato in Gran Bretagna su richiesta del giudice Baltasar Garzón.